# دیوید جرولد
دیوید جرولد (انگلیسی: David Gerrold؛ زادهٔ ۲۴ ژانویهٔ ۱۹۴۴) نویسنده، رمان‌نویس و فیلم‌نامه‌نویس اهل ایالات متحده آمریکا است. وی از سال ۱۹۶۶ میلادی تاکنون مشغول فعالیت بوده‌است.